# Żeleznodorożny Rajon (Witebsk)
Żeleznodorożny Rajon (biał. Чыгуначны Раён, Czyhunaczny Rajon; ros. Железнодорожный Район, Żeleznodorożnyj Rajon; w dosłownym tłumaczeniu Rejon kolejowy) – lewobrzeżna dzielnica Witebska ustanowiona 19 lipca 1940 roku. Jest jedną z trzech dzielnic miasta.

## Położenie
Dzielnica ta jest położona po lewej stronie rzeki Dźwiny na północnym zachodzie miasta. Od południa graniczy z dzielnicą Pierwomajski Rajon, a od wschodu – z Oktiabryski Rajon.

## Historia
Dzielnica zostawała ustanowiona 19 lipca 1940 roku dekretem Prezydium Najwyższej Rady BSSR. Żeleznodorożny Rajon to dzielnica przemysłowa, stąd nazwa Железнодорожный Район, czyli w wolnym tłumaczeniu na język polski rejon kolejowy; znajduje się tutaj węzeł kolejowy oraz dworzec kolejowy. W dzielnicy prężnie rozwijał się przemysł (na przykład Gorzelnia Witebska – Pridwinie, Witebska Fabryka Wyrobów Piekarniczych lub Regionalna Drukarnia w Witebsku), pierwsze fabryki powstawały w XIX wieku.